# Николс, Сью
Сьюзан Кэрол Мациоровски (англ. Susan Carol Maciorowski, урождённая Николс (англ. Nichols); 10 июня 1965 — 1 сентября 2020) — американская художница, сценаристка и дизайнер персонажей, наиболее известная своей работой с Walt Disney Animation Studios, преимущественно в эпоху Ренессанса и пост-Ренессанса.

## Ранняя жизнь и карьера
Сьюзан Кэрол Николс родилась 10 июня 1965 года в городе Ист-Лонгмедоу, штат Массачусетс, в семье Брайана и Джули Николс. В 1983 году она окончила среднюю школу в Ист-Лонгмедоу, а затем в 1987 году окончила Калифорнийский институт искусств по специальности визуальная анимация.
В Disney она работала сценаристкой для «Аладдина» и «Горбуна из Нотр-Дама», дизайнером персонажей для «Короля Льва», «Горбуна из Нотр-Дама» и «Мулан», художницей по цвету и дизайну для «Принцессы и лягушки», художницей по визуальной разработке для «Красавицы и Чудовища», «Короля Льва», «Горбуна из Нотр-Дама», «Мулан», «Похождений императора», «Атлантиды: Затерянный мир», «Лилы и Стича», «Зачарованной», «Принцессы и лягушки» и «Моаны», стилисткой-постановщицей для «Геркулеса», художницей по сюжету для «Мулан 2» и художницей по раскадровке для «Фантазии 2000», «Большого фильма про Поросёнка» и «Бэмби 2».

## Личная жизнь и смерть
Сью К. Николс вышла замуж за Честера Мациоровски и родила двоих детей, Стефани и Джонатана.
В 2015 году у неё диагностировали метастатический рак молочной железы. Она проходила лечение в «D’Amour Center for Cancer Care» (с англ. — «Центр лечения рака Д'Амур») в Спрингфилде, штат Массачусетс.
Сьюзан умерла 1 сентября 2020 года в своём родном городе, Ист-Лонгмедоу, и была похоронена на «Massachusetts Veterans Memorial Cemetery» (с англ. — «Мемориальное кладбище ветеранов Массачусетса») в Агаваме.

В том же месяце Disney опубликовал заявление, в котором объявил о её смерти, а также длинную цепочку, посвящённую её работе. Эрик Голдберг сказал:
«Тем из нас, кому посчастливилось работать с ней, будет, к сожалению, не хватать её, но её влияние на эти фильмы останется навсегда»
В первую годовщину смерти её муж опубликовал последнюю запись на её личном веб-сайте на странице, которую она использовала для документирования своей жизни с раком, подробно описывая, что произошло между её последним сообщением на странице 16 января 2020 года и её смертью.

## Фильмография

### Кино
| Год  | Название                                           | Работа                                                           | Примечание          |
| ---- | -------------------------------------------------- | ---------------------------------------------------------------- | ------------------- |
| 1986 | Американский хвост                                 | художница по визуальной разработке                               | в титрах не указана |
| 1991 | Красавица и Чудовище                               | художница по визуальной разработке                               |                     |
| 1992 | Аладдин                                            | автор сюжета                                                     |                     |
| 1994 | Король Лев                                         | дизайнер персонажей, визуальная разработка                       |                     |
| 1994 | Повелитель страниц                                 | художница по раскадровке                                         |                     |
| 1996 | Горбун из Нотр-Дама                                | автор сюжета, дизайнер персонажей, визуальная разработка         |                     |
| 1997 | Геркулес                                           | стилистка-постановщица                                           |                     |
| 1998 | Мулан                                              | дизайнер персонажей, визуальная разработка                       |                     |
| 1999 | Фантазия 2000                                      | художница по раскадровке                                         |                     |
| 2000 | Похождения императора                              | дополнительная художница по визуальной разработке                |                     |
| 2001 | Атлантида: Затерянный мир                          | дополнительная визуальная разработка                             |                     |
| 2002 | Лило и Стич                                        | руководительница по визуальной разработке                        |                     |
| 2003 | Большой фильм про Поросёнка                        | художница по раскадровке                                         |                     |
| 2004 | Мулан 2                                            | дополнительная художница по сюжету                               | Direct-to-video     |
| 2006 | Бэмби 2                                            | художница по раскадровке                                         | Direct-to-video     |
| 2007 | Зачарованная                                       | визуальная разработка                                            |                     |
| 2009 | Принцесса и лягушка                                | художница по визуальной разработке, художница по цвету и дизайну |                     |
| 2016 | Моана                                              | художница по визуальной разработке                               |                     |
| 2019 | UglyDolls. Куклы с характером                      | художница по сюжету                                              |                     |
| 2020 | Любознательный Джордж: Дикие приключения на Западе | внештатная дизайнер персонажей                                   |                     |

### Телевидение
| Год       | Название                                     | Работа              | Примечание                  |
| --------- | -------------------------------------------- | ------------------- | --------------------------- |
| 1986-1989 | Куколки-малышки                              | дизайнер моделей    | 58 эпизодов                 |
| 1986      | My Little Pony                               | дизайнер            |                             |
| 1989      | McGee and Me!                                | модельер персонажей | 5 эпизодов                  |
| 1989      | Блонди и Дагвуд: Вторая свадебная тренировка | модельер            | короткометражный мультфильм |

## Награды и номинации
| Год  | Награда               | Категория         | Работа  | Результат | Пр.    |
| ---- | --------------------- | ----------------- | ------- | --------- | ------ |
| 1993 | Премия «Хьюго»        | Лучшая постановка | Аладдин | Номинация | [ 14 ] |
| 2020 | Премия Уинзора Маккея | N/A               | N/A     | Награда   | [ 15 ] |